# 布雷甘泽
布雷甘泽（義大利語：Breganze），是意大利威尼托大区维琴察省的一个市镇。总面积21平方公里，人口8750人，人口密度416.7人/平方公里（2009年）。国家统计（ISTAT）代码为024014。